# Jakowlew Jak-54
Die Jakowlew Jak-54 (russisch Яковлев Як-54) ist ein auf das fortgeschrittene Kunstflugtraining ausgelegtes russisches Sportflugzeug aus dem Entwicklungsbüro Jakowlew. Es entstand als zweisitzige Trainerversion der einsitzigen Jak-55.
Der Mitteldecker ist in Ganzmetall-Bauweise gefertigt und erlaubt die Ausbildung im Kunstflug der Kategorie „unlimited“.

## Technische Daten

Dreiseitenansicht

| Kenngröße             | Daten               |
| --------------------- | ------------------- |
| Besatzung             | 2                   |
| Länge                 | 6,91 m              |
| Spannweite            | 8,16 m              |
| Höhe                  | 2,80 m              |
| Flügelfläche          | 12,89 m²            |
| Flügelstreckung       | 5,2                 |
| Startmasse            | 990 kg              |
| Triebwerk             | ein Wedenejew M-14P |
| Leistung              | 268 kW (364 PS)     |
| Höchstgeschwindigkeit | 450 km/h            |
| Landegeschwindigkeit  | 110 km/h            |
| Steiggeschwindigkeit  | 15 m/s in Bodennähe |
| Lastvielfaches        | +9/−7g              |